# Bogertia lutzae
Bogertia lutzae är en ödleart som beskrevs av  Arthur Loveridge 1941. Bogertia lutzae ingår i släktet Bogertia och familjen geckoödlor. Inga underarter finns listade.